# Camille Noel
Camille Noel, född 14 april 1974, är en friidrottare från Kanada. Han deltog vid olympiska sommarspelen 1992.